# Direttiva dell'Unione europea
Una direttiva dell'Unione europea nell'ambito del diritto dell'Unione europea, è una delle fonti del diritto dell'Unione europea dotata di efficacia vincolante. È adottata congiuntamente dal Parlamento europeo e dal Consiglio dell'Unione Europea al fine dell'assolvimento degli scopi previsti dai Trattati, perseguendo un obiettivo di armonizzazione delle normative degli Stati membri. Le direttive in linea generale seguono il normale percorso legislativo, il quale comprende l'approvazione e l'eventuale abrogazione; in seguito ad abrogazione, viene meno l'obbligo per lo Stato membro di uniformare la legge nazionale a essa.
(art. 288 par. 3 TFUE)

## Descrizione
La direttiva obbliga gli Stati membri a un determinato risultato; il legislatore nazionale sceglierà i mezzi per ottenerlo. La direttiva non può essere applicata parzialmente: essa è vincolante solo per quanto riguarda gli obiettivi da conseguire; essa si differenzia da un Regolamento dell'Unione europea in quanto quest'ultimo si applica direttamente agli Stati membri, mentre la direttiva deve essere prima recepita. Il recepimento consiste nell'adozione di misure di portata nazionale al fine di conformarsi ai risultati che la direttiva prevede di raggiungere.
L'elemento principale della direttiva è, pur essendo un atto vincolante, la portata individuale che la contraddistingue dal regolamento, invece generale: i destinatari dell'atto normativo sono un singolo o un numero definito di Stati membri, anche se non sono mancate cosiddette "direttive generali" rivolte a tutti gli Stati. Il fine principale di questa fonte del diritto comunitario è l'avvicinamento degli istituti giuridici riguardanti date materie tra gli Stati dell'Unione.
La direttiva non è obbligatoria in tutti i suoi elementi, in quanto, dettando solo un obbligo di risultato, lascia spazio all'iniziativa normativa di ogni Stato cui è diretta. La libertà dello Stato non è assoluta, in quanto deve garantire l'effetto voluto dall'Unione: se ad esempio deve modificare una materia disciplinata da fonti primarie (leggi e atti aventi "forza di legge"), non può farlo attraverso fonti regolamentari.
Allo Stato è inoltre posto un obbligo di stand still, cioè nel periodo antecedente il termine di attuazione non può adottare atti in contrasto con gli obiettivi della direttiva. Lo Stato deve inoltre, in fase di recepimento, comunicare la forma e i mezzi attraverso i quali la direttiva è stata recepita in modo da permettere, nel caso, alla Corte di giustizia dell'Unione europea di valutare se i mezzi adottati corrispondono al principio di certezza del diritto.

### Effetti
La Corte di giustizia ha stabilito che in determinate circostanze (termine scaduto senza attuazione, disposizioni di precettività immediata e sufficientemente precise) le direttive, pur non essendo direttamente applicabili, possono avere effetti diretti (caratteristica propria anche di alcune disposizioni dei trattati), possono cioè essere idonee a creare situazioni giuridiche soggettive in capo ai singoli e prendono il nome di "direttive dettagliate" o self-executing. Tale interpretazione è nota anche come "principio dell'effetto utile" cioè nel riservare agli atti dell'Unione la maggiore efficacia possibile nella realizzazione degli obiettivi dell'Unione, efficacia che sarebbe compromessa se alle posizioni giuridiche attribuite da una direttiva inattuata ai singoli non fosse concesso tutela giurisdizionale. La direttiva gode di effetti diretti, però, solo dopo la scadenza del termine stabilito (nella direttiva stessa) per il recepimento.
L'idoneità a produrre effetti diretti di una direttiva inattuata è solo "verticale", cioè le situazioni giuridiche soggettive che essa pone in capo ai singoli possono essere fatte valere solo nei confronti degli organi statali (in quanto responsabili dell'inadempimento). Si tratta dunque di una sanzione a carico dello Stato che non può più pretendere l'adempimento di un dovere imposto ai singoli che sia in contrasto con tale atto. L'idoneità ad avere effetti diretti "orizzontali", cioè nei rapporti tra soggetti, delle norme contenute in direttive è invece negata (è peraltro ammessa per alcune norme dei trattati).
Le norme (contenute in direttive) prive di effetti diretti, in quanto carenti dei requisiti di chiarezza, precisione e carattere incondizionato, assumono rilevanza nell'ordinamento in via indiretta grazie all'obbligo di interpretazione conforme che è posto in capo ai giudici nazionali e all'effetto legato alla responsabilità dello Stato per violazione del diritto dell'Unione europea. Tale ultimo effetto, affermatosi con la sentenza Francovich del 1991, impone che lo Stato sia tenuto a risarcire il danno causato al singolo dalla mancata attuazione di una direttiva priva di effetti diretti a tre condizioni:
1. che sia volta a conferire dei diritti ai singoli;
2. che vi sia una grave e manifesta violazione del diritto (la Corte la presume per il fatto stesso della mancata attuazione da parte dello Stato);
3. che vi sia la presenza di un danno.

Con la Costituzione europea le direttive comunitarie avrebbero assunto il nome di legge quadro europea. Tuttavia, con la bocciatura della Costituzione europea e con l'entrata in vigore del Trattato di Lisbona, si è ritornati alla dicitura originale.

## Il disegno di legge comunitaria
Entro il 31 gennaio di ogni anno, il Governo presenta al Parlamento un disegno di legge comunitaria istituito con legge n. 86/1989 che contiene l'elenco delle direttive in attesa di recepimento e detta direttamente le norme necessarie. Il Parlamento vota una legge delega che conferisce al Governo il mandato di approvare un regolamento di delegificazione, così chiamato perché evita l'approvazione di una legge alla quale si preferisce l'adozione di un regolamento che non è uno strumento legislativo soggetto al vaglio della Corte costituzionale.
Oltre a semplificare iter e tempi di recepimento delle direttive europee, lo strumento regolamentare presenta il vantaggio di prevenire le antinomie potenzialmente esistenti fra due fonti del diritto primarie, il Trattato di funzionamento dell'Unione europea e la Costituzione italiana, nonché fra gli organismi deputati a darne applicazione.
Nel marzo 2020 si è verificato uno dei primi casi di questo tipo, risolto in tempi brevi a causa della pandemia, fra la Corte costituzionale tedesca e la Corte di giustizia dell'Unione europea che ha ribadito il principio di preferenza e la legittimità dell'operato della BCE.

## Regioni a statuto speciale e province autonome
La legge n. 234/2012 (art. 40) stabilisce che le regioni a statuto speciale e le province autonome hanno il compito di attuare direttamente le direttive europee all'interno del proprio territorio di competenza.